# رانی دیکس
رانی دیکس (به انگلیسی: Ronnie Dix) بازیکن فوتبال زادهٔ ۵ سپتامبر ۱۹۱۲ اهل انگلستان بود که سابقهٔ بازی در تیم ملی فوتبال انگلستان را در کارنامهٔ خود دارد. وی در تاریخ ۹ نوامبر ۱۹۳۸ تنها بازی ملی خود را در مقابل تیم ملی فوتبال نروژ انجام داد.
این بازیکن توانسته در این بازی ملی، ۱ گل به ثمر برساند.